# George Goossens
George Goossens (Keulen, 9 april 1899 – Tegelen, 31 mei 1977) was in de periode van 1924 tot 1964 directeur van het keramiekbedrijf N.V. Russel-Tiglia Kleiwaren in Tegelen, deelgemeente van Venlo. Hij begon in dit bedrijf een afdeling voor sierkeramiek wat een belangrijke bijdrage heeft geleverd aan de voortzetting van de keramiektraditie in Tegelen en omstreken.

## Levensloop
George Goossen werd in Keulen geboren uit Limburgse ouders. Later verhuisde hij met  zijn ouders naar Nederland, eerst naar Roermond en later naar Tegelen. Hij volgde de HBS in Venlo en daarna de HTS in Dordrecht. In 1924 werd hij aangenomen als directeur van  N.V. Tiglia Kleiwarenfabriek in Tegelen. 
Hij trouwde met Geradine Russel, dochter van Alfred Russel, directeur van N.V. Alfred Russel Kleiwarenfabriek. Dit huwelijk vormde de basis voor de fusie in 1936 tussen beide fabrieken tot N.V. Russel-Tiglia. George Goossens werd technisch directeur van het bedrijf. Hij is directeur van Russel-Tiglia gebleven tot zijn pensionering op 1 januari 1964. Op 31 mei 1977 overlijdt hij onverwacht.

## Betekenis voor de sierkeramiek
George Goosens was cultureel geïnteresseerd en had bewondering voor de traditie van de Tegelse pottenbakkers in de 18e en 19e eeuw. Begin jaren dertig begon George Goossens samen met Jo Storms, hoofd van de Sint Josef school in Tegelen, oude Tegelse volkskunst te verzamelen. Ze plaatsten een oproep aan de Tegelse bevolking om oud Tegels aardewerk bij te dragen. Dit leverde veel reacties op. Ook Alfred Russel schonk zijn aanzienlijke collectie. Het initiatief leidde tot een expositie en vervolgens tot de oprichting van de Tegelse Oudheidkamer, die later via het Pottenbakkersmuseum Tegelen zou overgaan in Keramiekmuseum Tiendschuur. In 1943 gaf George Goossens samen  met Johan Bechtold het boekje Tegelse Volkskunst uit, waarin hij het Tegelse aardewerk en volkskunst uitvoerig beschrijft. Vanwege het grote succes verscheen in 1950 een derde druk.
In 1936 startte George Goossens binnen Russel-Tiglia een afdeling voor het maken van sierkeramiek. Jonge talentvolle medewerkers maakten onder deskundige leiding opnieuw aardewerk volgens de Tegelse traditie. Dit atelier zou decennia lang toonaangevend zijn voor de productie van sierkeramiek in Tegelen en omgeving. 
De afdeling vormde ook een springplank voor jonge kunstenaars zoals Jac Bongaerts , Suzanne Nicolas-Nijs, René Smeets en Piet Killaars, die er de basis voor hun kunstenaarschap hebben gelegd.
George Goossens onderhield daarnaast veelvuldige contacten met uiteenlopende kunstenaars, zoals Joep Nicolas, Charles Eyck, Anton Rooskens, Otto van Rees, Adriaan Roland Holst, Godfried Bomans en veel anderen. Hij nodigde beeldende kunstenaars uit, de werkplaats in zijn atelier te gebruiken om ontwerpen in keramiek te realiseren of om klei als materiaal te leren kennen. Bij gebrek aan geld betaalden de kunstenaars vaak met een kunstwerk.

## Een sociaal werkgever
In 1938 houdt hij als eerste werkgever een voordracht in een vergadering van de RK Fabrieksarbeidersbond. In november 1941 neemt Goossens initiatief voor een overlegorgaan tussen de directie en een vertegenwoordiging van de werknemers, de zogenoemde ondernemingskern, voorloper van de naoorlogse ondernemingsraad. Eveneens op zijn initiatief kwam er een Fonds Bijzondere Noden, waarin zowel de directie als het personeel een gelijk deel aan gelden stortten om acute financiële nood bij werknemersgezinnen te lenigen. 

## Verdiensten
In 1958 werd George Goossens benoemd tot Ridder in de Orde van Oranje-Nassau en in januari 1967 ontving hij de erepenning van de Provincie Limburg voor zijn belangrijke verdiensten speciaal op cultureel gebied.
George Goossens was maatschappelijk zeer actief en vervulde onder meer volgende publieke en bestuurlijke functies:
- Voorzitter van de Oudheidkamer en later het Pottenbakkersmuseum
- Schrijver van het boek Tegelse Volkskunst
- Voorzitter van de Kamer van Koophandel.
- Voorzitter van Fabrieken Noord-Limburg
- Voorzitter van de Culturele Raad Limburg
- Voorzitter van het Centraal Orgaan Scheppend Ambacht, te Delft
- Voorzitter van de Federatie Musea Limburg
- Voorzitter van de Filmkring in Tegelen
- Voorzitter van de Harmonie Voorwaarts
- Beschermheer van Schutterij St. Martinus
- Beschermheer van de Beugelbond
- Bestuurslid van het Schuttersgilde
- Bestuurslid van de Stichting Limburgse Kastelen
- Bestuurslid van het Oud-Limburgs
- Bestuurslid van het Studiefonds Limburg
- Bestuurslid van het Instituut voor Industriële Vormgeving
- Bestuurslid van het Limburgs Landschap
- Lid van de gemeenteraad van Tegelen, vóór en na de oorlog
- Lid van de programmaraad  van de Regionale Omroep Zuid (ROZ)
- Lid van de Culturele Kring St. Plechelmus
- Lid van de Raad  van Bijstand van het Studentensanatorium
- Lid van de Volkshogeschool Geerlingshof
- Lid van het Prins Bernard Fonds
- Lid van de Culturele Raad van de Landelijke Middenstandsbond
- Lid van het Venloos Symfonieorkest (1e viool)
- Lid van Opera-Zuid